# Tianqiao
Tianqiao léase Tián-Chiáo (en chino:天桥区, pinyin:Tiānqiáo Qū, literalmente:paso elevado) es un distrito urbano bajo la administración directa de la Subprovincia de  Jinan, capital provincial de Shandong , República Popular China. El distrito yace en una llanura con una altitud promedio de 78 m s. n. m. ubicada en el centro financiero de la ciudad. Su área total es de 249 km² y su población proyectada para 2010 fue de 688 415 habitantes.

## Administración
El distrito de Tianqiao se divide en 15 subdistritos .